# Kvilda
Kvilda (en allemand : Außergefild) est une commune du district de Prachatice, dans la région de Bohême-du-Sud, en République tchèque. Sa population s'élevait à 133 habitants en 2023.

## Géographie
Kvilda se trouve à proximité de la frontière avec l'Allemagne, à 31 km à l'ouest de Prachatice, à 66 km à l'ouest de České Budějovice et à 133 km au sud-sud-ouest de Prague.
La commune est limitée par Horská Kvilda au nord-ouest, par Nové Hutě au nord-est, par Borová Lada au sud-est, par l'Allemagne au sud et par Modrava à l'ouest.

## Histoire
Le village a été fondé par des Allemands dans le courant du XVIe siècle. Sa première mention écrite date de 1569. Pendant la Seconde Guerre mondiale, une usine souterraine de la société Messerschmitt AG fut aménagée à Franzensthal (Františkov), en 1941, dans une ancienne papeterie sous le nom de Möbelwerke Franzensthal. Des chasseurs à réaction Messerschmitt Me 262 y furent construits. Le bâtiment de l'usine a été dynamité en 1959 par l'armée tchécoslovaque.

## Administration
La commune se compose de deux sections :
- Bučina
- Kvilda (comprend les hameaux de Františkov, Hraběcí Huť et Vydří Most)

## Transports
Par la route, Kvilda se trouve à 21 km de Vimperk, à 43 km de Prachatice, à 79 km de Ceské Budejovice et à 164 km de Prague.